# Ralf Jester
Ralf Jester, auch Ralph Jester, (* 8. September 1968 in Hamburg) ist ein ehemaliger deutscher Fußballspieler.

## Laufbahn
Jester begann mit dem Fußballsport beim Bramfelder SV. Dort spielte er in der Jugend mit Stefan Effenberg und Walter Laubinger in einer überaus erfolgreichen Juniorenmannschaft zusammen, die bis ins Halbfinale der deutschen B-Junioren-Meisterschaft 1984 einzog. Jester zählte, wie Laubinger, zur Hamburger Landesauswahl und wurde in die Juniorennationalmannschaft berufen. Mit der U16-Auswahl, die er als Mannschaftskapitän anführte, gewann er bei der U16-Fußball-Weltmeisterschaft 1985 nach einer 0:2-Finalniederlage gegen Nigeria die Silbermedaille.
In der A-Jugend wechselte er zum Hamburger SV, spielte dort ein Jahr und stieg dann in die Amateurmannschaft des HSV auf. Im Frühjahr 1989 gehörte Jester der Amateurauswahl des Hamburger Fußball-Verbands an, die an einem Turnier in Leningrad teilnahm. Wegen seiner konstant guten Leistungen bei den HSV-Amateuren erhielt er einen Profivertrag. 1989/90 kam Jester allerdings nur zu einem einzigen Bundesligaeinsatz. Er wurde im Heimspiel des HSV  am 20. September 1989 gegen Werder Bremen für Ditmar Jakobs eingewechselt, der sich in jenem Spiel schwer verletzte und anschließend Sportinvalide wurde.
Als Profi konnte Ralf Jester sich nicht durchsetzen und ging zurück in den Amateurfußball. Er spielte ab 1990 beim Oberligisten TuS Hoisdorf, später beim SV Lurup. Mit dem SC Vorwärts-Wacker 04, für den er ab 1995 spielte, wurde er 1997 Hamburger Meister, mit der TuS Dassendorf holte er 2000 den Hamburger Pokal. Von 2004 bis 2007 war er Trainer des TuS Dassendorf (Landesliga). Ab 2008 war Jester im Gespann mit Oliver Geier-Frederico Trainer der zweiten Dassendorfer Mannschaft in der Kreisliga. Jester übte dieses Amt ein Jahr lang aus.

## Sonstiges
Jester wurde zum Großhandelskaufmann ausgebildet.